# Wascha-Pschawela (Metro Tiflis)
Wascha-Pschawela (georgisch ვაჟა-ფშაველა) ist eine Station der Metro Tiflis. Sie ist der Endpunkt der Saburtalo-Linie.

Streckennetz mit der Station Wascha-Pschawela an der Saburtalo-Linie (grün)

Wascha-Pschawela wurde im Jahr 2002 als bislang (Stand: 2012) jüngste Station des U-Bahn-Systems eröffnet. Die meiste Arbeit zum Bau der Station geschah in der Zeit am Ende der Sowjetunion; die Bauarbeiten lagen zeitweise still, bis die Station schlussendlich 2002 als vorübergehender Endpunkt der Saburtalo-Linie eröffnet wurde. Architekt der Station war N. Lomidse. Die Station liegt zwischen Delissi und der sich im Aufbau befindenden Station Sachelmzipo Uniwersiteti. Ursprünglich sollte zwischen Wascha-Pschawela und Delissi noch die Station Bachtrioni entstehen.